# DDR's håndboldlandshold (damer)
DDR's håndboldlandshold var de nationale håndboldhold for de tidligere Østtyskland. Holdet vandt VM tre gange, i 1971, 1975 og 1978. Holdet blev reguleret af Deutscher Handballverband.

## Resultater

### OL
- 1976:  Sølv
- 1980:  Bronze
- 1984: Boykottet

### VM
- 1971:  Guld
- 1973: 9.-plads
- 1975:  Guld
- 1978:  Guld
- 1982: 4.-plads
- 1986: 4.-plads
- 1990:  Bronze